# Alessandra Alberti
Alessandra Alberti (Gallarate, 25 ottobre 1952) è un'attrice e regista italiana.

## Biografia
Ha esordito come attrice cinematografica nei film Le giraffe e Fantozzi 2000 - La clonazione, entrambi del 2000), a cui hanno fatto seguito Il piacere di piacere (2002)  e Tuttifrutti (2007) di cui ha curato anche la sceneggiatura e la regia.
Attualmente vive a Roma dove lavora principalmente come regista per numerosi lavori per il grande e il piccolo schermo. 

## Filmografia

### Attrice

#### Cinema
- Fantozzi 2000 - La clonazione, regia di Domenico Saverni (1999)
- Corti circuiti erotici, regia collettiva (1999) - (episodio "Fine settimana a Lecco")

- Le giraffe, regia di Claudio Bonivento (2000)
- Il piacere di piacere, regia di Luca Verdone (2002)
- Tuttifrutti, regia di Alessandra Alberti (2008)

#### Televisione
- Anni '60 - miniserie TV, episodio 1x3 (1999)